# Llei de De Vaucouleurs
La llei de De Vaucouleurs (també anomenat el perfil de De Vaucouleurs) descriu com la brillantor de la superfície {\displaystyle I} d'una galàxia el·líptica varia en funció de la distància aparent {\displaystyle R} des del centre:
{\displaystyle \ln I(R)=\ln I_{0}-kR^{1/4}.}
Mitjançant la definició de Re com el radi de la Isolínia que conté la meitat de la lluminositat (és a dir, el radi del disc interior contribuint la meitat de la brillantor de la galàxia), la llei de De Vaucouleurs pot escriure:
{\displaystyle \ln I(R)=\ln I_{e}+7.669\left[1-\left({\frac {R}{R_{e}}}\right)^{1/4}\right]}
o
{\displaystyle I(R)=I_{e}e^{-7.669\left[({\frac {R}{R_{e}}})^{1/4}-1\right]}}
on Ie és la brillantor de la superfície en Re. Això es pot confirmar observant
{\displaystyle \int _{0}^{R_{e}}I(R)rdr={\frac {1}{2}}\int _{0}^{\infty }I(R)rdr.}
la llei de De Vaucouleurs és un cas especial de la llei de Sérsic, amb l'índex de Sérsic n = 4. Una sèrie de lleis de densitat que aproximadament duplica el dret de De Vaucouleurs després de la projecció sobre el pla del cel inclou el model de Jaffe i el model de Dehnen.